# 가토 다카아키
가토 다카아키(일본어: 加藤 高明, 1860년 1월 3일 ~ 1926년 1월 28일)는 일본의 정치가이자 외교관으로, 제24대 내각총리대신을 지냈다.

## 생애
다카아키는 오와리번의 하급 번사 가문인 핫토리가의 차남으로 태어났다. 후에 가토가에 양자로 입적되었다. 1881년 도쿄 대학 법학부를 수석으로 졸업하고 미쓰비시에서 일했으며, 후에 미쓰비시 창업자 이와사키 야타로와 그의 부인 기세의 장녀와 혼인하였다.
정치계에선 내각총리대신 외에 대장성 국장, 주영특명전권공사, 외무대신 등을 지냈다. 외무대신 재임 중 영일동맹을 추진한 공으로 남작위를 수여받아 화족반열에 오르게 된다. 1915년 1월 위안스카이 중국 총통에게 21개조 요구를 제출한 바 있다. 이러한 공적들이 인정받아 자작으로 승작하였다.
내각총리대신 시절에는 내각을 재편해 남자 보통선거법 제정, 군대의 규모 및 영향력 대축소, 치안유지법 제정, 중고등학교의 군사 교육 도입과 군대의 현대화를 이룩하였으며, 1926년 1월 총리대신 임기 중 그간의 공적으로 백작으로 승작되나 곧 사망하였고 다카아키의 차남 고타로가 백작위를 습작하였다.

## 같이 보기
- 가토 다카아키 내각
- 우치다 료헤이 (정치운동가)